# Episodi di All Saints (seconda stagione)
La seconda stagione della serie televisiva All Saints è stata trasmessa in anteprima in Australia da Seven Network tra il 9 febbraio 1999 e il 23 novembre 1999.
| nº | Titolo originale                | Titolo italiano | Prima TV Australia | Prima TV Italia |
| -- | ------------------------------- | --------------- | ------------------ | --------------- |
| 1  | Truth and Consequences (Part 1) |                 | 9 febbraio 1999    |                 |
| 2  | Truth and Consequences (Part 2) |                 | 9 febbraio 1999    |                 |
| 3  | Aftershocks                     |                 | 16 febbraio 1999   |                 |
| 4  | The Longest Day                 |                 | 23 febbraio 1999   |                 |
| 5  | If These Walls Could Talk       |                 | 2 marzo 1999       |                 |
| 6  | Getting to Know You             |                 | 9 marzo 1999       |                 |
| 7  | Dependence Day                  |                 | 16 marzo 1999      |                 |
| 8  | Bloodlines                      |                 | 23 marzo 1999      |                 |
| 9  | More Things in Heaven and Earth |                 | 30 marzo 1999      |                 |
| 10 | Pushed to the Limit             |                 | 6 aprile 1999      |                 |
| 11 | Friends and Lovers              |                 | 13 aprile 1999     |                 |
| 12 | Judgement Day                   |                 | 20 aprile 1999     |                 |
| 13 | Roll the Dice                   |                 | 27 aprile 1999     |                 |
| 14 | My Mother, Myself               |                 | 4 maggio 1999      |                 |
| 15 | Get a Life                      |                 | 11 maggio 1999     |                 |
| 16 | An Irish Lullaby                |                 | 18 maggio 1999     |                 |
| 17 | Head to Head                    |                 | 25 maggio 1999     |                 |
| 18 | Desperate Remedies              |                 | 1º giugno 1999     |                 |
| 19 | The Human Touch                 |                 | 8 giugno 1999      |                 |
| 20 | Disaster Plan                   |                 | 15 giugno 1999     |                 |
| 21 | Forget-Me-Knots                 |                 | 22 giugno 1999     |                 |
| 22 | Shoot the Messenger             |                 | 29 giugno 1999     |                 |
| 23 | In with the New                 |                 | 6 luglio 1999      |                 |
| 24 | Second Chance                   |                 | 13 luglio 1999     |                 |
| 25 | Endgame                         |                 | 20 luglio 1999     |                 |
| 26 | Behind Closed Curtains          |                 | 27 luglio 1999     |                 |
| 27 | Lesser of Two Evils             |                 | 3 agosto 1999      |                 |
| 28 | A Whole Lot to Lose             |                 | 10 agosto 1999     |                 |
| 29 | Just Like a Woman               |                 | 17 agosto 1999     |                 |
| 30 | Three's a Crowd                 |                 | 24 agosto 1999     |                 |
| 31 | Time Bombs                      |                 | 31 agosto 1999     |                 |
| 32 | Memories by Moonlight           |                 | 7 settembre 1999   |                 |
| 33 | True Love and the Blues         |                 | 14 settembre 1999  |                 |
| 34 | Knowing Me, Knowing You         |                 | 21 settembre 1999  |                 |
| 35 | When Duty Calls                 |                 | 28 settembre 1999  |                 |
| 36 | The Ties That Bind              |                 | 5 ottobre 1999     |                 |
| 37 | Lost and Found                  |                 | 12 ottobre 1999    |                 |
| 38 | The Stuff of Dreams             |                 | 19 ottobre 1999    |                 |
| 39 | Outside the Square              |                 | 26 ottobre 1999    |                 |
| 40 | Everyone Loves a Winner         |                 | 2 novembre 1999    |                 |
| 41 | Blood and Water                 |                 | 9 novembre 1999    |                 |
| 42 | Life Class                      |                 | 16 novembre 1999   |                 |
| 43 | Ghosts of Christmas Past        |                 | 23 novembre 1999   |                 |